# Hōkō-ji (Quioto)
Hōkō-ji (em japonês: 方広寺; transl. Hōkō-ji) é um templo situado em Quioto, no Japão, datado do século XVI. Toyotomi Hideyoshi estabeleceu que a cidade capital deveria ter um templo Daibutsu para se sobrepor àquele de Nara. Pensa-se que ele reivindicou desde o início que iria completar a construção em metade do tempo que levou o Imperador Shōmu a completar o Grande Buda de Nara. O projecto durante o reinado de Shomū levou dez anos. Hideyoshi completou a fase inicial do seu projecto em três anos. Os arquitectos de templo foram Nakamura Masakiyo e Heinouchi Yoshimasa.